# Gasselkoli
Gasselkoli est une localité située dans le département de Tongomayel de la province du Soum dans la région Sahel au Burkina Faso.

## Santé et éducation
Le village possède une école primaire publique.